# 2001 UP18
2001 UP18 est un objet transneptunien de type twotino.
2001 UP18 a été découvert le 19 octobre 2001 par Marc William Buie.